# Kerze

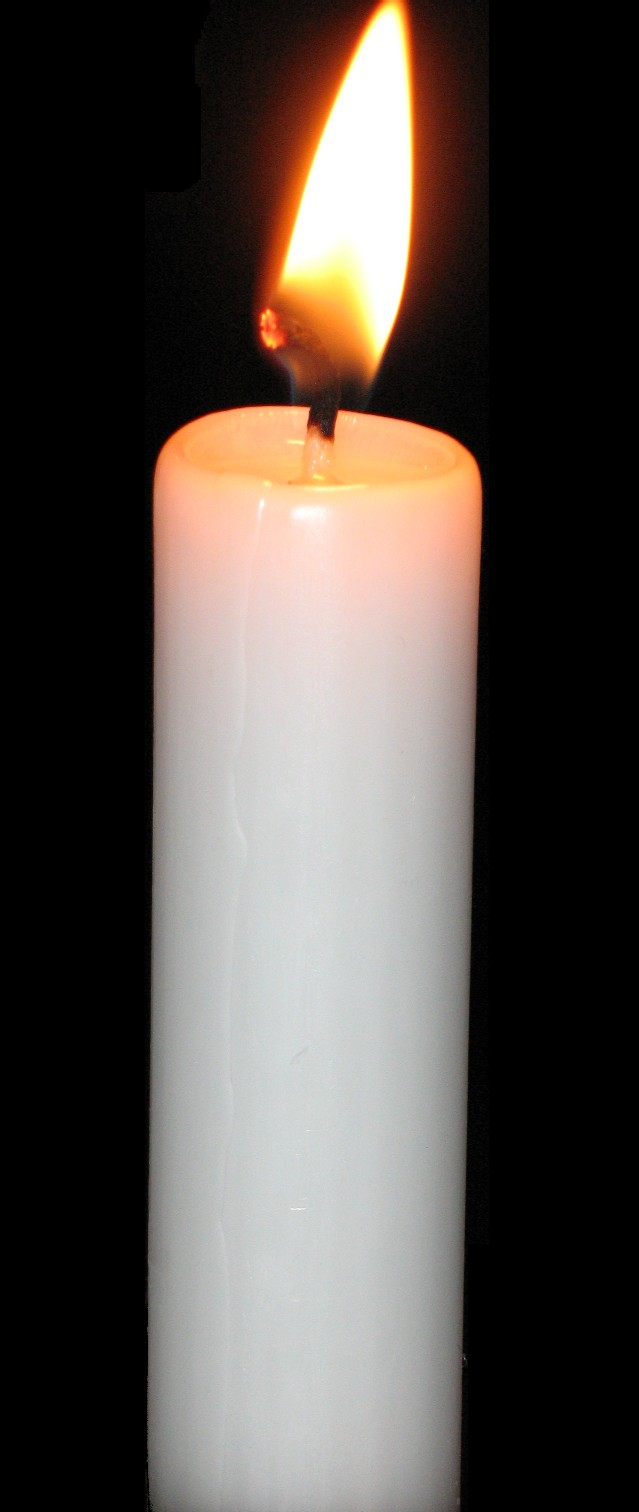
Brennende Kerze

Eine Kerze ist eine Lichtquelle aus Wachs, Stearin, Paraffin oder Talg mit einem Docht in der Mitte, die mit offener Flamme brennend Licht und Wärme abgibt; romantisierend als Kerzenschein bezeichnet. Als Halterung werden meist Kerzenständer genutzt.

## Etymologie
Die Wortherkunft für Kerze in der Bedeutung „Talg-, Wachslicht“ (von althochdeutsch kerza [8. Jahrhundert] bzw. karz [9. Jahrhundert], mittelhochdeutsch kerze oder kirze für „Werg, Zunder, Docht, Licht, Kerze“; mittelniederdeutsch kerte oder kerse) ist ungeklärt. Seitens der etymologischen Forschung wird einerseits eine historische Entlehnung über charza aus lateinisch charta für „Papyrusblatt, Schreibmaterial, Schriftstück“ erwogen. Diese Hypothese wird dadurch gestützt, dass Kerzen lange aus gewickelter, mit Öl getränkter Birkenrinde hergestellt wurden. Da Birkenrinde auch als Schreibmaterial diente, scheint eine Verbindung zwischen Papyrus und Kerze für lateinisch charta möglich. Andererseits ist aber auch eine Entlehnung aus lateinisch [candēla] cērāta „Wachslicht“ (zu latein. cērāre „mit Wachs überziehen“) anzunehmen.

## Geschichte

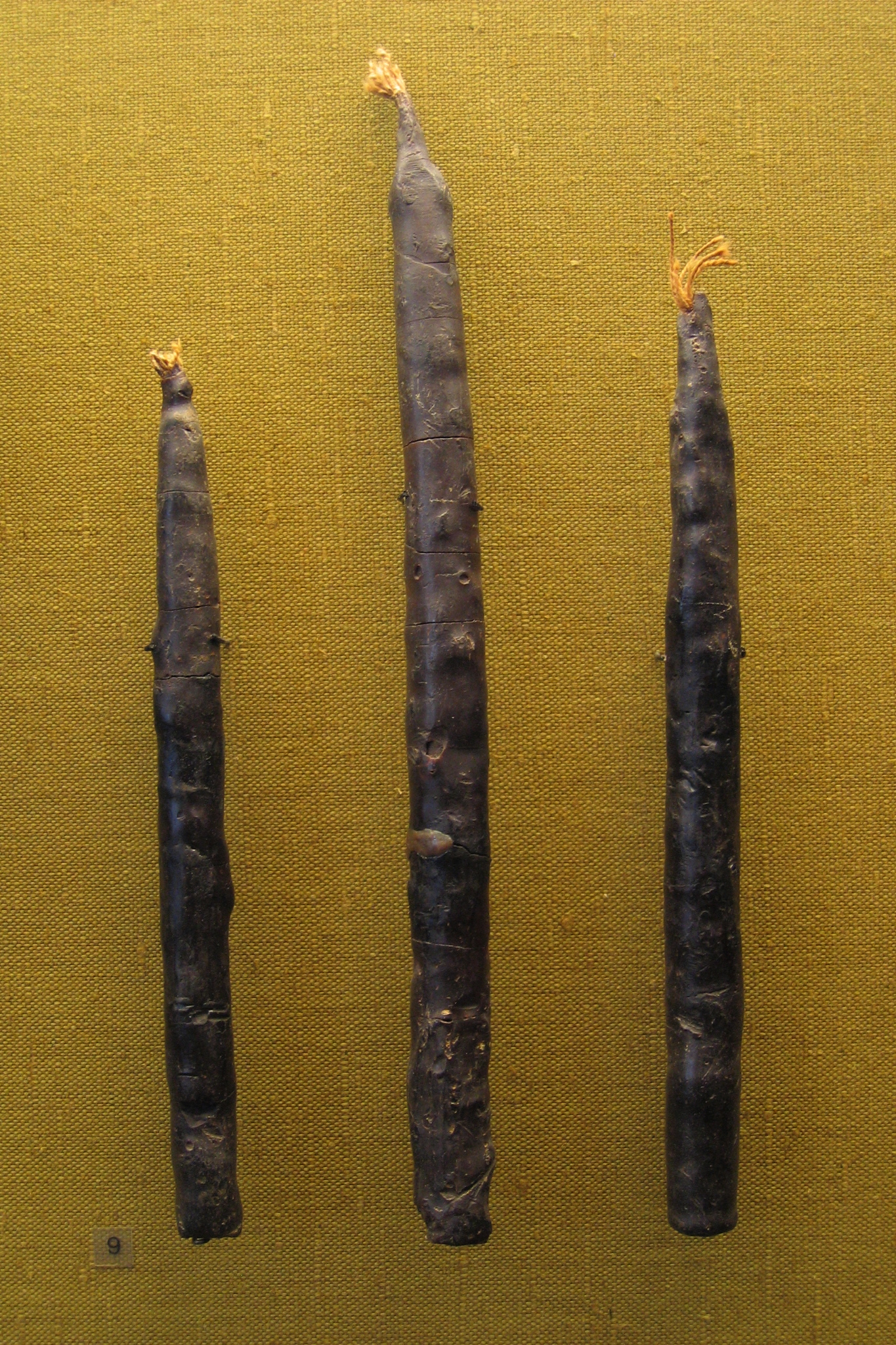
Bienenwachskerzen aus dem Gräberfeld von Oberflacht (6./7. Jahrhundert). Die ältesten erhaltenen Wachskerzen nördlich der Alpen

### Vorgeschichte
Mit steinernen Lampenschalen, in denen ein Docht in flüssigem Talg oder Tran brannte, trotzten wahrscheinlich schon die Cro-Magnon-Menschen vor zirka 40.000 Jahren der Dunkelheit.

#### Vorderer Orient
Die Erfindung der Kerze selbst liegt Schätzungen zufolge mindestens 5000 Jahre zurück. Bekannt ist, dass im vorderen Orient zu dieser Zeit bereits Kerzen verwendet wurden. Sie entstanden, indem ein Funale (Docht) aus Binse, Stroh, Hanf, Papyrus oder Schilfrohr in Talg eingetaucht und mit ihm getränkt wurde.
Historiker fanden Nachweise dafür, dass viele weitere frühere Zivilisationen Kerzen mit Dochten entwickelten, indem sie Wachse von verfügbaren Pflanzen und Insekten benutzten.

#### Altes China, Japan und Indien
Frühe chinesische Kerzen wurden anscheinend durch Eingießen in Papierrohre hergestellt, wobei Dochte aus gerolltem Reispapier und eine Kombination aus Wachsen von einheimischen Insekten und Samen verwendet wurden. In Japan wurden Kerzen aus dem Wachs von Baumnüssen hergestellt, während in Indien Kerzenwachs durch Kochen der Früchte des Zimtbaumes gewonnen wurde. Als Sonderform kamen ab dem Ende des 3. Jahrhunderts v. Chr. Wachsfackeln auf.

#### Antikes Griechenland und Ägypten
Im Griechenland des 6. Jahrhunderts v. Chr. wurden Holz und Kien in Schalen mit Öl und Fett getränkt, in Ägypten verwendete man zu dieser Zeit dafür Rizinusöl.

#### Antikes Rom
Im Allgemeinen wird die Weiterentwicklung der zuvor einfachen Kerzen den antiken Römern zugeschrieben, die gerollten Papyrus wiederholt in flüssigen Talg oder, ab dem 2. Jahrhundert, flüssiges Bienenwachs getaucht haben. Im 1./2. Jahrhundert n. Chr. wird die Kerze als kurzlebiges Licht beschrieben, das einen Faden (Docht) hat und ständig gewartet werden muss. Diese kleinen Talg- oder Wachsfackeln wurden als Beleuchtungskörper an den Spitzen eines Kandelabers aufgesteckt. Wohl seit dem 2. Jahrhundert n. Chr. verwendeten die Römer niedrige Talg-, Pech- und Wachskerzen. Sie benutzten die so hergestellten Kerzen, um Reisende bei Nacht zu begleiten, und für religiöse Zeremonien. Etwa Mitte des 2. Jahrhunderts n. Chr. waren bei den Römern niedrige Wachskerzen so weit entwickelt, dass sie ohne lästiges, übermäßiges Rußen und üblen Geruch, was bei Fackeln unvermeidlich war, in einem geschlossenen Raum brennen konnten.

### Mittelalter
Vor allem der Bedarf der Kirche und die Bestimmung, dass für diese Kerzen nur Bienenwachs als Kerzenrohstoff verwendet werden durfte, führte dazu, dass Bienenwachs zu einem wichtigen Handelsgut des Mittelalters wurde. Seit 1061 ist aus Frankreich eine Innung der Lichtzieher bekannt, im 14. Jahrhundert eine Innung der Kerzengießer in Hamburg. Zwei Kerzenhändlergesellschaften gab es seit dem späten Mittelalter in London, die der Wachskerzenhändler (Wax Chandlers) und die der Talgkerzenhändler (Tallow Chandlers). Wie ein Seil zusammengedrehte, mehrdochtige Kerzen, die fackelartig abbrannten, wurden in der frühen Neuzeit mit dem deutschen Wort „Tortsche“ bezeichnet.
Außerhalb der Kirchen und Adelshäuser wurden Kienspäne bzw. Binsenlichter oder Kerzen aus dem preisgünstigeren Talg verwendet, so genannte „Unschlittkerzen“. Das zur Herstellung der Unschlittkerzen benötigte Fett wurde aus Rinderfettgewebe oder Hammeltalg gewonnen und nicht gereinigt. Dementsprechend rochen und rußten Unschlittkerzen stark. Bei allen Kerzen aus diesen Brennstoffen musste der Docht regelmäßig „geschneuzt“ oder „geputzt“ (das heißt gekürzt) werden, um Rußen und Tropfen zu vermeiden. Talgkerzen wurden im 17. Jahrhundert mit Arsenik geweißt.

### Neuzeit

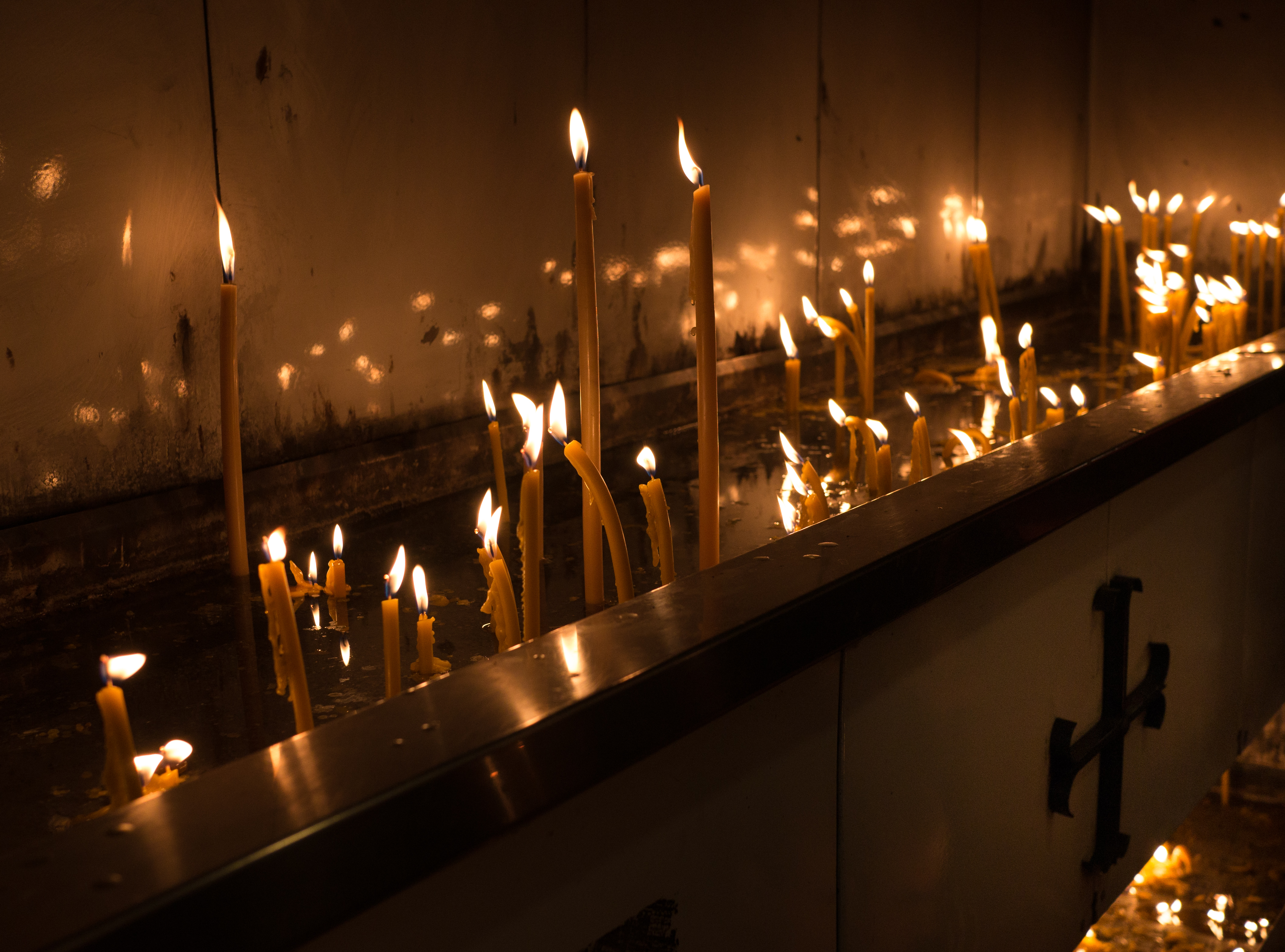
Obgleich Kerzen nicht mehr für die Beleuchtung von Wohnräumen benötigt werden, sind sie nach wie vor fester Bestandteil religiöser Bräuche. Einige Kirchen haben eigene Kerzenräume, wie diese Serbisch-Orthodoxe Kirche in Ljubljana

Ab 1725 wurde auch Walrat als Kerzengrundstoff verwendet und insbesondere für Luxuskerzen benutzt. Trotz ihres Geruches boten Walratkerzen im Vergleich zu Bienenwachskerzen und Talglichtern deutliche Vorteile im Hinblick auf das Brennverhalten und die Rußbildung. Die Tatsache, dass Walrat nicht nur für Kerzen, sondern auch für die Straßenbeleuchtung und Leuchttürme verwendet wurde, wirkte sich direkt auf den Walfang aus und brachte die Pottwale an den Rand der Ausrottung.
Die ersten Kerzen aus Stearin wurden 1818 von Henri Braconnot und François Simonin hergestellt und ab 1820 auch von Claude-Anthelme Manjot.
Da Stearin, auf der Basis von pflanzlichen oder tierischen Fetten, nicht nur preisgünstiger war, sondern auch bessere Brenneigenschaften hat als Walrat, setzten diese Kerzen sich bald durch.
Im Jahr 1823 meldete Eugène Chevreul, der Begründer der Fettchemie, ein Patent für nichttropfende Stearinkerzen an und gründete zusammen mit Joseph Louis Gay-Lussac im Jahr 1824 eine Kerzenmanufaktur. De Milly führte ab 1831 eine Reihe von Verbesserungen ein, wie das Tränken der Dochte mit Salzlösungen, die Vermeidung der Kristallisation der Stearinsäure sowie das Pressen und Gießen der Kerzen (Millykerzen). Kurz nach der Erfindung des Paraffins wurden nach ersten Versuchen 1839 von Seligue in Paris und von Young in Manchester (England) Kerzen hergestellt (Belmontinkerzen).
Paraffin, das als Nebenprodukt bei der Raffination von Erdöl entsteht, ist nicht biologisch abbaubar, preislich jedoch (noch) günstiger als Stearin, welches meist aus Palmöl gewonnen wird, jedoch härter ist und bessere Brenneigenschaften aufweist, sodass es dem Paraffin oft beigemischt wird.
Heutige Kerzen bestehen in der Regel überwiegend aus Paraffin (typischerweise 80 Prozent) und weisen einen Stearinanteil auf, der zwischen 15 und 30 Prozent liegt, sowie hochschmelzende Härtungszusätze in kleinen Mengen, Trübungsmitteln (Alkohole, Aceton) und ggf. Farbpigmenten.
Der Kerzendocht besteht hauptsächlich aus zusammengeflochtenem Baumwollgarn und können im Kern zusätzlich Papier oder andere Fasern enthalten. Da die Baumwollstränge oft gewachst werden, bleibt der Docht meist aufrecht.
Während Kerzen bis zum 19. Jahrhundert gezogen wurden, werden sie heute zumeist in Kerzengießmaschinen gegossen oder auch durch Pressung hergestellt. Nur für hochwertige Bienenwachskerzen wird noch das Wickeln angewandt, ggf. noch das Kneten des Bienenwachses. Um die Kerzen und ihre Formen und Farben hat sich Ende des 20. Jahrhunderts ein eigener Zweig des Kunsthandwerks entwickelt.

## Aufbau und Funktionsweise

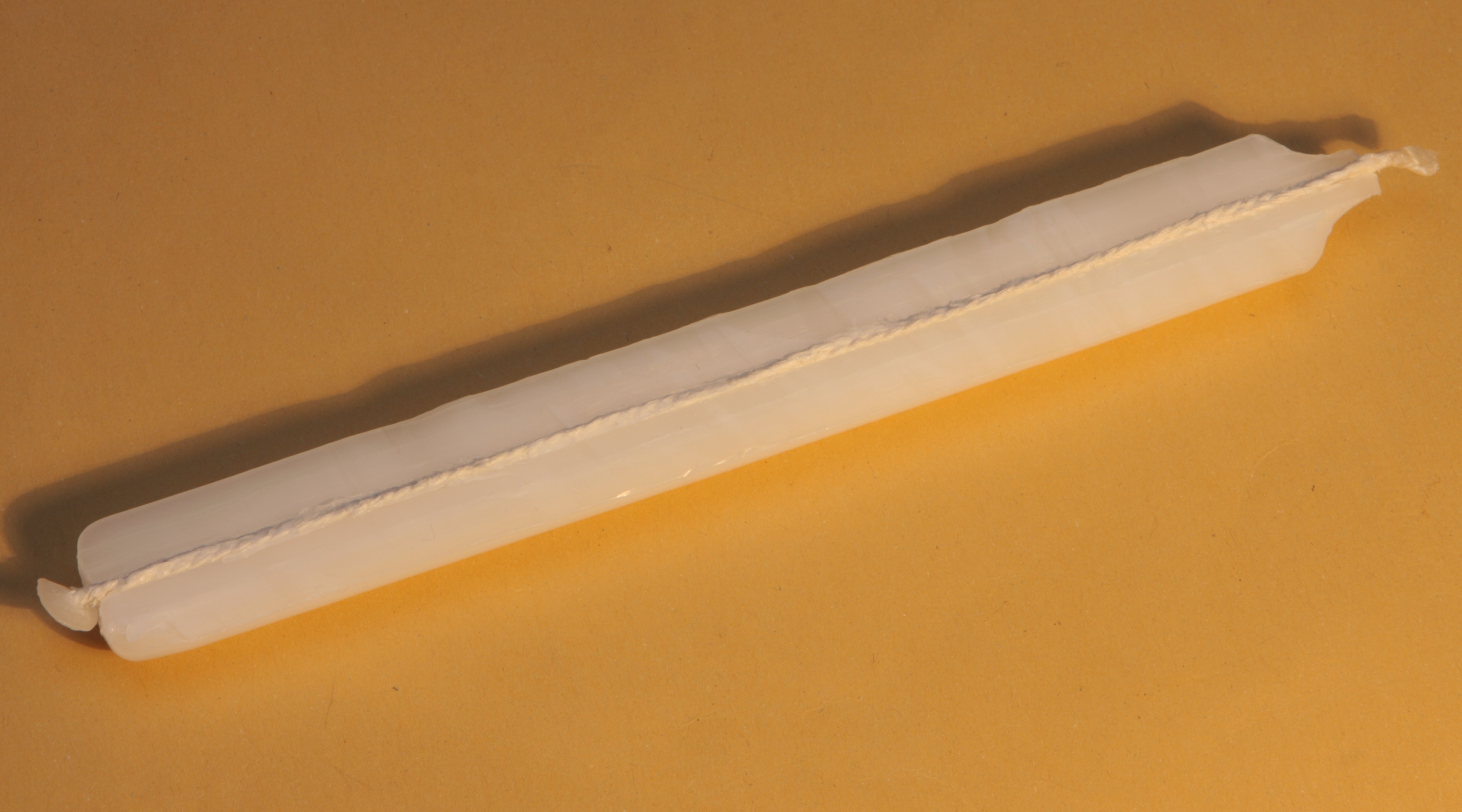
Halbierte Kerze mit offengelegtem Docht

Ein saugfähiger Docht, meist aus geflochtenen Baumwollfäden, ist umgeben von Wachs oder einem ähnlichen Brennstoff, der bei niedriger Temperatur schmilzt (typisch sind etwa 60 °C). Nach Anzünden des Dochts schmilzt das Wachs. Durch die Kapillarwirkung des Dochts wird Wachs in die Flamme transportiert, wo es verdampft, um dann in Gegenwart von Sauerstoff zu verbrennen. Die Konvektion, das heißt das Aufsteigen der warmen Verbrennungsgase, versorgt die Flamme mit unverbrauchter Luft und gibt der Kerzenflamme die charakteristische langgestreckte Form. Die Kerze erlischt, wenn der Sauerstoffgehalt auf etwa 10–14 % sinkt.
Wird der Docht zu lang, beginnt die Kerze zu rußen. Ein Grund ist die unvollständige Verbrennung des Wachsdampfes und der Erhalt des Dochtes durch schwerflüchtige Bestandteile im Wachs. Moderne Kerzen enthalten deshalb entsprechend angepasste Wachsmischungen (beispielsweise im Verhältnis von 80 % Paraffin mit 20 % Stearin) und einen asymmetrisch geflochtenen Docht mit Spannfäden. Dadurch neigt er sich beim Brennen zur Seite und tritt aus der Flamme aus. Hier kommt er mit Sauerstoff in Berührung und kann verglühen (siehe glühende Dochtspitze im Bild). Früher musste zur Vermeidung des Rußens der Docht regelmäßig gekürzt („geschneuzt“) werden. Zum Abtrennen der sogenannten Schnuppe gibt es spezielle Dochtscheren.
Kerzen werden in der Regel durch eine offene Flamme (Streichholz, Feuerzeug, andere brennende Kerze) entzündet. Das Verlöschen der Kerze kann mit einem Kerzenlöscher, der Dochtschere, einer breiten Kupferpinzette oder einfach durch Ausblasen erreicht werden. Nach dem Ausblasen entstehen durch nachverdampfenden Brennstoff Aerosole.
Je niedriger der Schmelzpunkt des Wachses ist, desto schneller brennt die Kerze ab. In einer Stunde verbrennt eine Kerze etwa 3 bis 8 g Wachs. Sie erzeugt eine Heizleistung von 38 bis 100 W. Die Lichtausbeute beträgt 0,1 bis 0,2 lm/W.
Der nachlässige Umgang mit Kerzen führt immer wieder zu Zimmer- und Wohnungsbränden. Die häufigste Brandursache ist dabei das fehlende Beaufsichtigen der brennenden Kerzen.

## Entstehung der Flamme

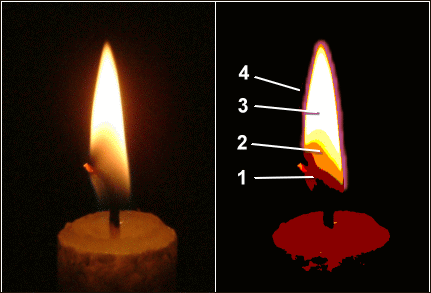
Brennende Kerze, rechts schematisch mit Verbrennungszonen (siehe Text)

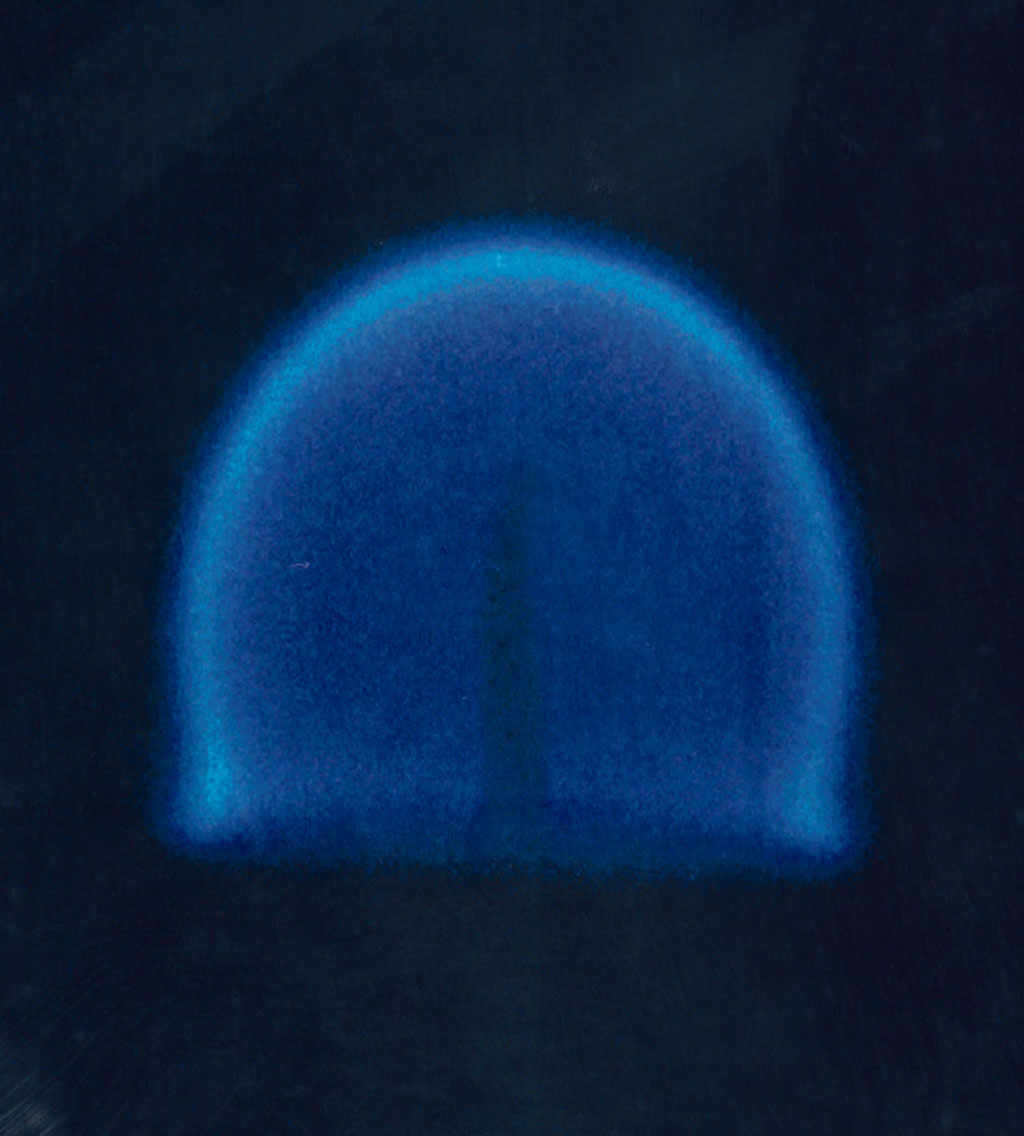
Kerzenflamme in der Schwerelosigkeit

Die Verbrennungszonen einer Kerzenflamme werden in der rechten Abbildung gezeigt. Die heißesten Bereiche liegen außerhalb der gelbleuchtenden Flamme und tragen nicht zur Lichterzeugung bei. Eine Erklärung dafür liefert das Kirchhoffsche Strahlungsgesetz, das einen Zusammenhang zwischen Strahlungsemission und Absorption eines Körpers herstellt: Sauerstoff und andere beteiligte Gase sind transparent, weshalb sie auch bei Temperaturen von 1400 °C kein Licht aussenden.
Die schwarzen Rußteilchen in der Flamme leuchten jedoch intensiv (schwarzer Körper) und senden entsprechend ihrer Temperatur ein kontinuierliches Spektrum aus. Entsprechend deren Temperatur liegt das Strahlungsmaximum einer Kerze bei etwa 2 µm Wellenlänge, sodass nur ein schwacher Ausläufer der Planckschen Strahlungskurve sichtbar ist, der einen hohen rotgelben Anteil hat.
In Zone 1 wird das Wachs verdampft und lediglich teilweise verbrannt, da Sauerstoff von außen nicht genügend schnell hineindiffundiert. Die Temperatur liegt hier bei etwa 600 bis 800 °C und steigt in Zone 2 auf 1000 °C. Die bläuliche Farbe entsteht durch Strahlungsübergänge angeregter Moleküle der Verbrennungsgase. In Zone 3 (Glühzone) wird das vor allem aus Kohlenwasserstoffketten bestehende Wachs durch den Verbrennungsprozess zerlegt. Dieser wandelt den Kohlenstoff der Kohlenwasserstoffketten in Kohlenstoffdioxid und den Wasserstoff in Wasserdampf um. Durch einen unvollständig ablaufenden Verbrennungsprozess lagert sich Kohlenstoff zu Rußteilchen zusammen, die bei 1200 °C glühen und dadurch das helle Leuchten erzeugen. Die Zone 4, die Flammenoberfläche, ist die aktivste Zone der Kerze. Die brennbaren Bestandteile aus dem Wachs finden genügend Sauerstoff für die vollständige Verbrennung und erzeugen hier Temperaturen von bis zu 1400 °C.
Bläst man eine Kerze aus, steigen Wachsdämpfe auf. Sie lassen sich entzünden und können die Kerze wieder zum Brennen bringen. Man bezeichnet dies als Rauchdurchzündung.

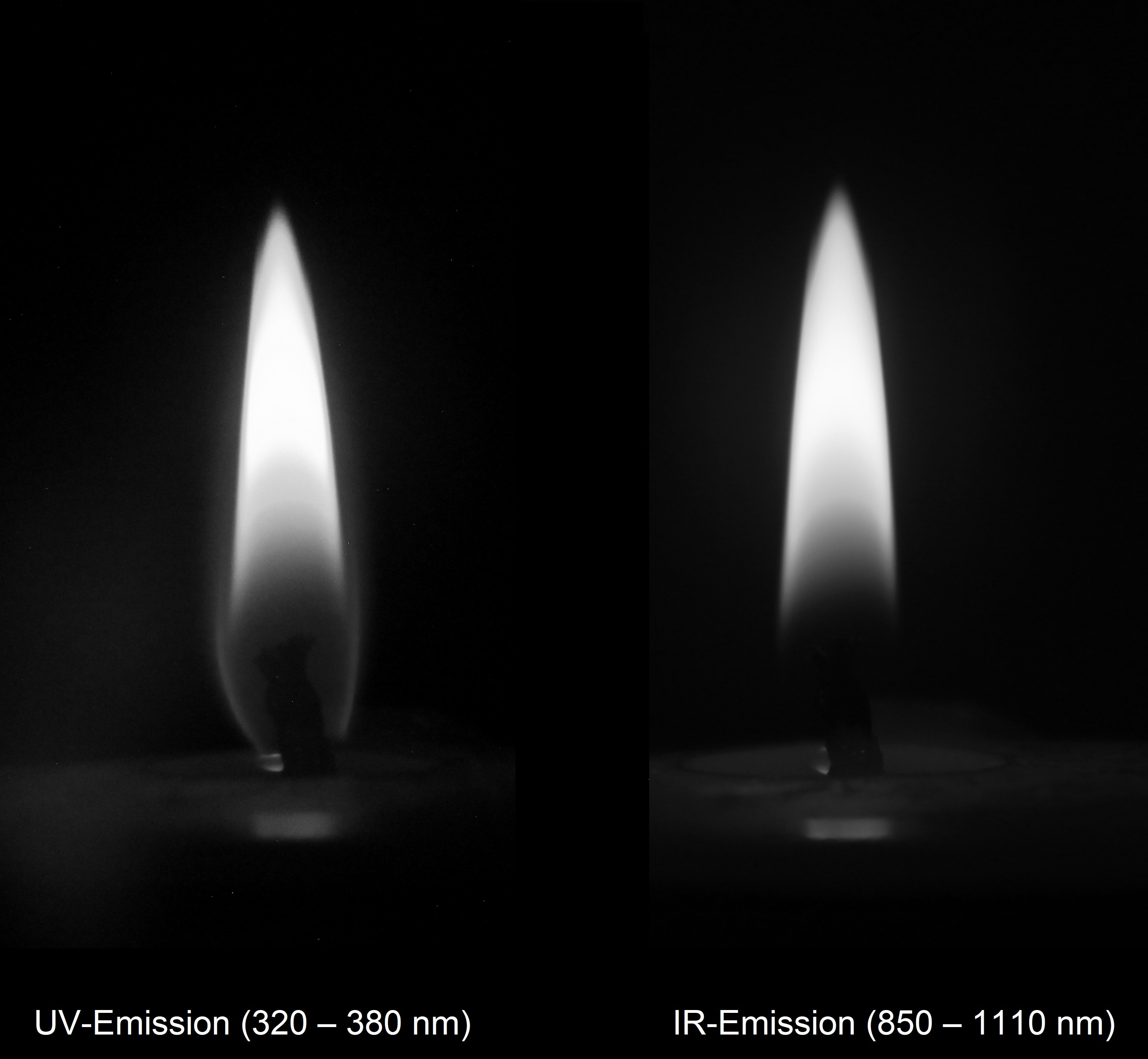
Kerzenflamme, unsichtbare UV- und IR-Emission

In der Schwerelosigkeit brennt eine Kerze mit einer kugelförmigen Flamme. Die Verbrennungsrate ist gering, da der Sauerstoff nur über Diffusion zur Flammzone vordringen kann. Es bildet sich kein Ruß, dafür lässt sich das bläuliche Licht der angeregten Verbrennungsgase beobachten.

## Herstellung

### Materialien
Als Brennstoff diente früher Bienenwachs, heute meist Stearin oder Paraffin oder eine Mischung daraus mit einem Schmelzpunkt um 60 °C.
Ozokerit, ein bergmännisch abgebautes Mineral aus der Ordnung der Harze, wurde bereits vor der Entdeckung des Paraffins unter anderem an der Moldau zur Herstellung von Kerzen verwendet. Durch Zugabe von 6 bis 10 % Schwefelsäure (die nicht im Produkt verbleibt) erhält man das hellgelbe Ceresin.

### Herstellungsverfahren

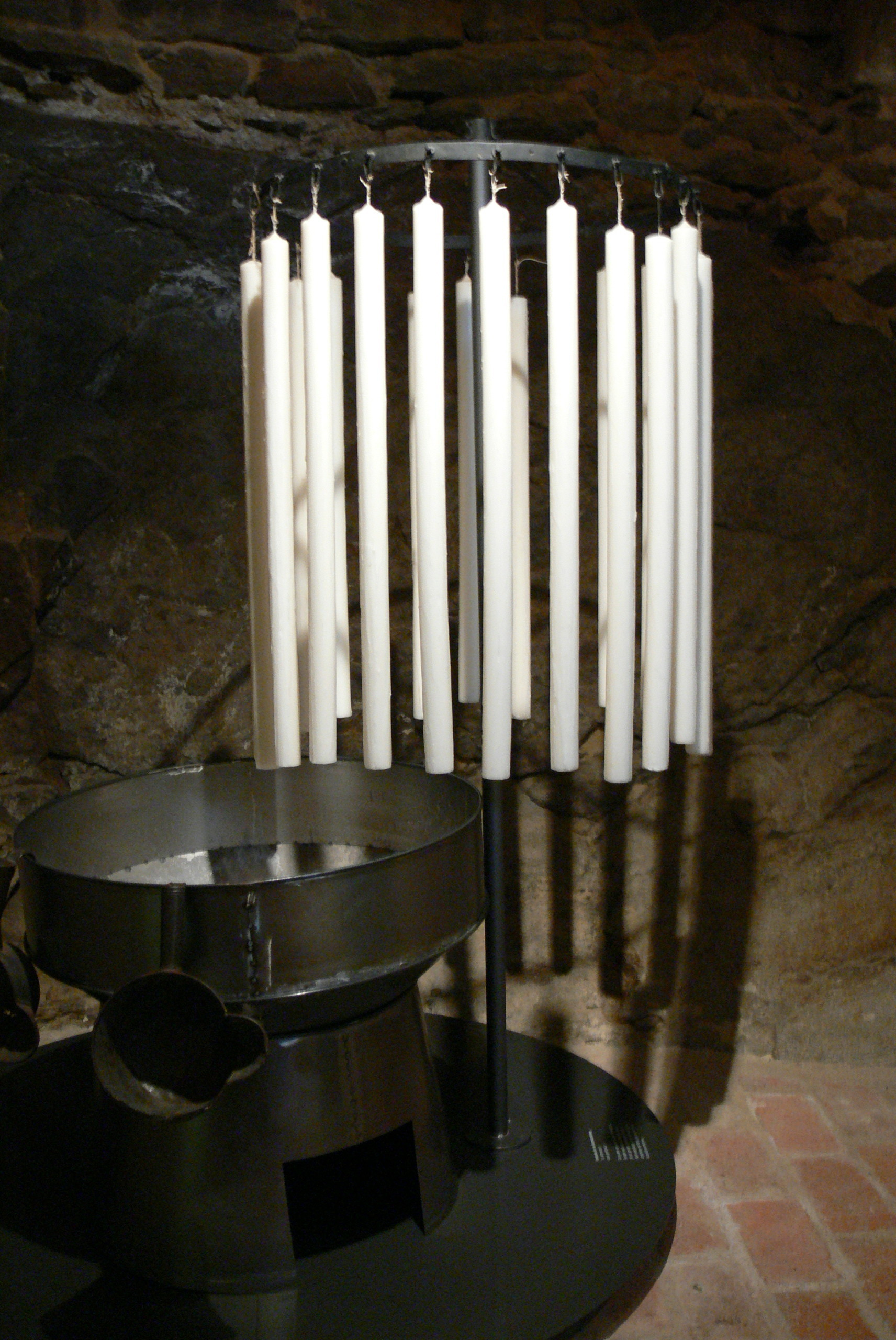
Drehreifen zur Kerzenherstellung (19. Jahrhundert)

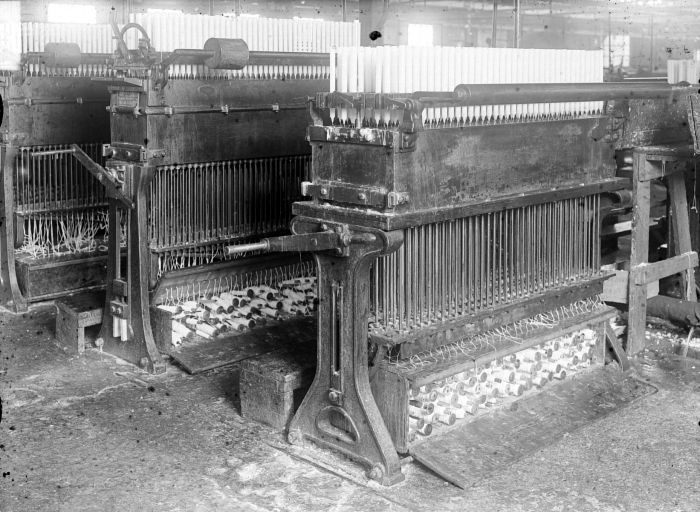
Kerzengießmaschine, Indonesien, circa 1920

Kerzen werden hergestellt durch Kneten, Ziehen, Pressen, Gießen oder Wickeln.
- Das Kneten ist eine der ältesten Herstellungsmethoden für Wachskerzen, dabei wird das Bienenwachs mit den Fingern um den Docht geknetet und die Kerze durch anschließendes Rollen auf einer glatten Oberfläche in Form gebracht.[17]
- Beim Ziehverfahren wird ein Dochtstrang so oft durch flüssiges Wachs gezogen, bis die gewünschte Dicke (bis zu 8 cm) erreicht ist. Nach dieser Methode ist der Beruf des Kerzenziehers benannt.
- Sehr preisgünstige Kerzen, Teelichte und Grablichter werden mit Kerzenpressen hergestellt, die gekörntes Paraffin in die gewünschte Form drücken.
- Für höherwertige Kerzen mit besonderen Formen und Verzierungen wird eine Form mit flüssigem Wachs gefüllt. Eine weitere Möglichkeit ist, eine angewärmte rechteckige Wachsplatte mit einseitigem Reliefprofil auf einen glatten Kerzenkern zu kleben.
- Eine weitere Gießmethode ist das wiederholte Übergießen des frei hängenden Dochtes. Mit jedem Gießvorgang entsteht wie beim Ziehen eine zusätzliche Wachsschicht. Diese aufwändige Gießmethode wird nur noch in wenigen Manufakturen angewandt.
- Insbesondere zur Herstellung von Bienenwachskerzen bietet sich die Wickelmethode an, da Bienenwachs aus dem Imkereibedarf in Wabenplatten erhältlich ist. Dabei werden die erwärmten Wachsplatten um den Docht gewickelt.
- Auch um die Verarbeitung und Verzierung von Rohkerzen hat sich eine Art Kunsthandwerk gebildet, mit regelrechten Skulpturen aus Wachs und Paraffin.

### Wirtschaftliche Aspekte
Das Geschäft mit Kerzen ist stark saisonabhängig. Ungefähr 35 Prozent der Kerzenkäufe werden in der Weihnachtszeit getätigt; auch zu Ostern besteht ein großer Bedarf. Da die Produktion in vielen Unternehmen ganzjährig erfolgt, sind eine genaue Produktionsplanung und umfangreiche Lagerhaltung nötig, was die Liquidität der produzierenden Unternehmen belastet. Die Produktionsmethoden unterliegen keinem wesentlichen technischen Fortschritt, sodass regelmäßige Neuinvestitionen in Maschinen nicht notwendig werden. Die hohen Anschaffungskosten der teilweise sehr großen Maschinen stellen eine wesentliche Markteintrittsbarriere dar. Wegen schlechter Auftragslage mussten einige renommierte Unternehmen der Branche Insolvenz anmelden.
Im Jahr 2006 wurden in Deutschland von mehr als 40 Herstellern über 100.000 Tonnen Kerzen produziert. Ein fast ebenso hohes und stetig steigendes Volumen wird aus dem asiatischen Raum importiert. Um diesen Importen entgegenzuwirken und die europäische Kerzenindustrie zu unterstützen, führte die EU Mitte Mai 2009 einen unbefristeten Antidumpingzoll für Kerzen einiger Hersteller aus China ein, nachdem dieser bereits 2008 in vorläufiger Form beschlossen worden war.
Im Jahr 2011 betrug die Menge der nach Europa importierten Kerzen 103.353 Tonnen, die europäische Produktion 610.384 Tonnen und der Pro-Kopf-Verbrauch 1,30 Kilogramm. 2007 wurden 218.733 Tonnen importiert und 478.538 Tonnen produziert. Der Pro-Kopf-Verbrauch betrug dann ebenfalls 1,30 Kilogramm.

## Religion und Brauchtum
Das Anzünden einer Kerze ist in den Glaubensvorstellungen vieler Kulturen bedeutsam. Eine brennende Kerze symbolisiert die Seele, die im dunklen Reich des Todes leuchtet. Die Altarkerzen und die Osterkerze symbolisieren im Christentum die Auferstehung, das heißt Jesu Triumph über den Tod, oder auch Jesus Christus, der als Licht in die Welt kam und die Dunkelheit erhellt. Die Osterkerze ist ein Symbol des Leibes Christi. Auf Gräbern werden zur Erinnerung an die Verstorbenen vor allem zu Allerseelen Grablichter aufgestellt. Kerzen dienen auch als Votivlichter.
Kerzenuhren dienten unter anderem in mittelalterlichen Klöstern zur Zeitmessung.

## In der Literatur und der Kunst

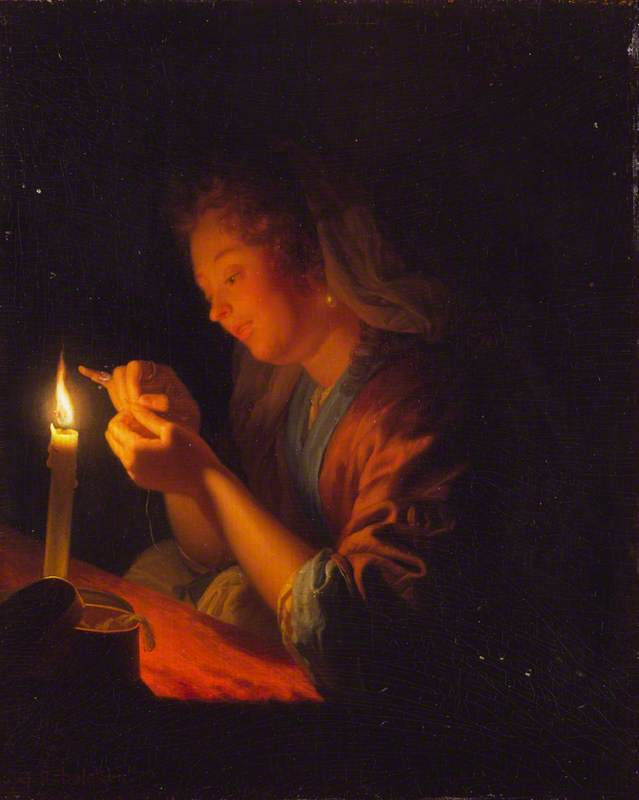
Godfried Schalcken: Mädchen beim Einfädeln einer Nadel bei Kerzenschein

Der niederländische Maler Godfried Schalcken (1643–1706) schuf viele Darstellungen mit Kerzen und Kerzenhaltern, was zu seinem Markenzeichen gehörte. Auch mehrere Selbstporträts zeigen ihn mit Kerze.
Außer den Darstellungen in der Kunst spielen Kerzen häufig in Märchen, Sagen und Geschichten sowie in Liedern eine Rolle. Beispiele:
- Advent, Advent, ein Lichtlein brennt – ein Kinderreim
- Candle in the Wind – ein Popsong von Elton John
- Die Wachskerze – eine Fabel von Jean de La Fontaine
- Vor einer Kerze – ein Gedicht von Paul Celan.

## Originelle Kerzen zur Dekoration und für bestimmte Anlässe
Für Dekorationszwecke und besondere Anlässe gibt es außergewöhnliche und originelle Kerzen wie zum Beispiel in Tier- und Pflanzenform und auch mit Beschriftungen.
Beispiele

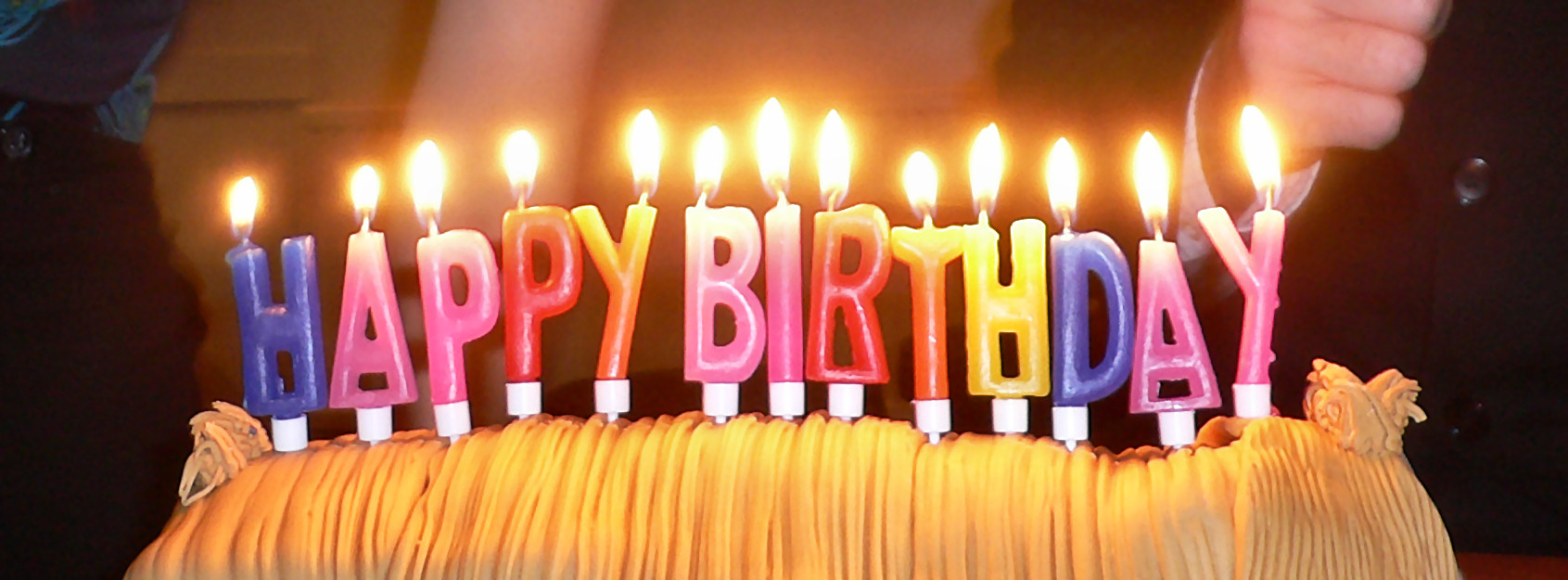
Kerzen als Buchstaben
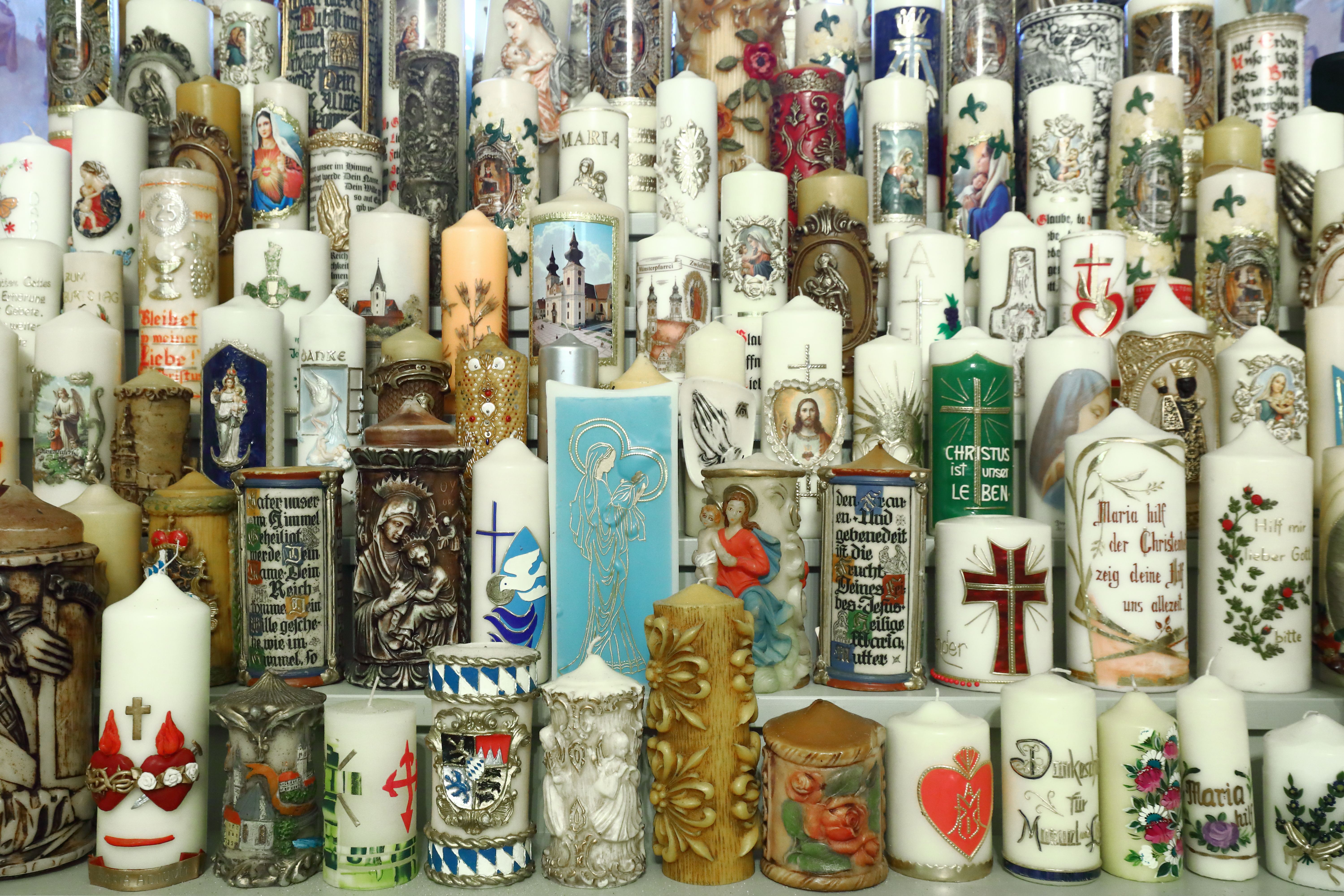
Kerzen mit religiösen Motiven
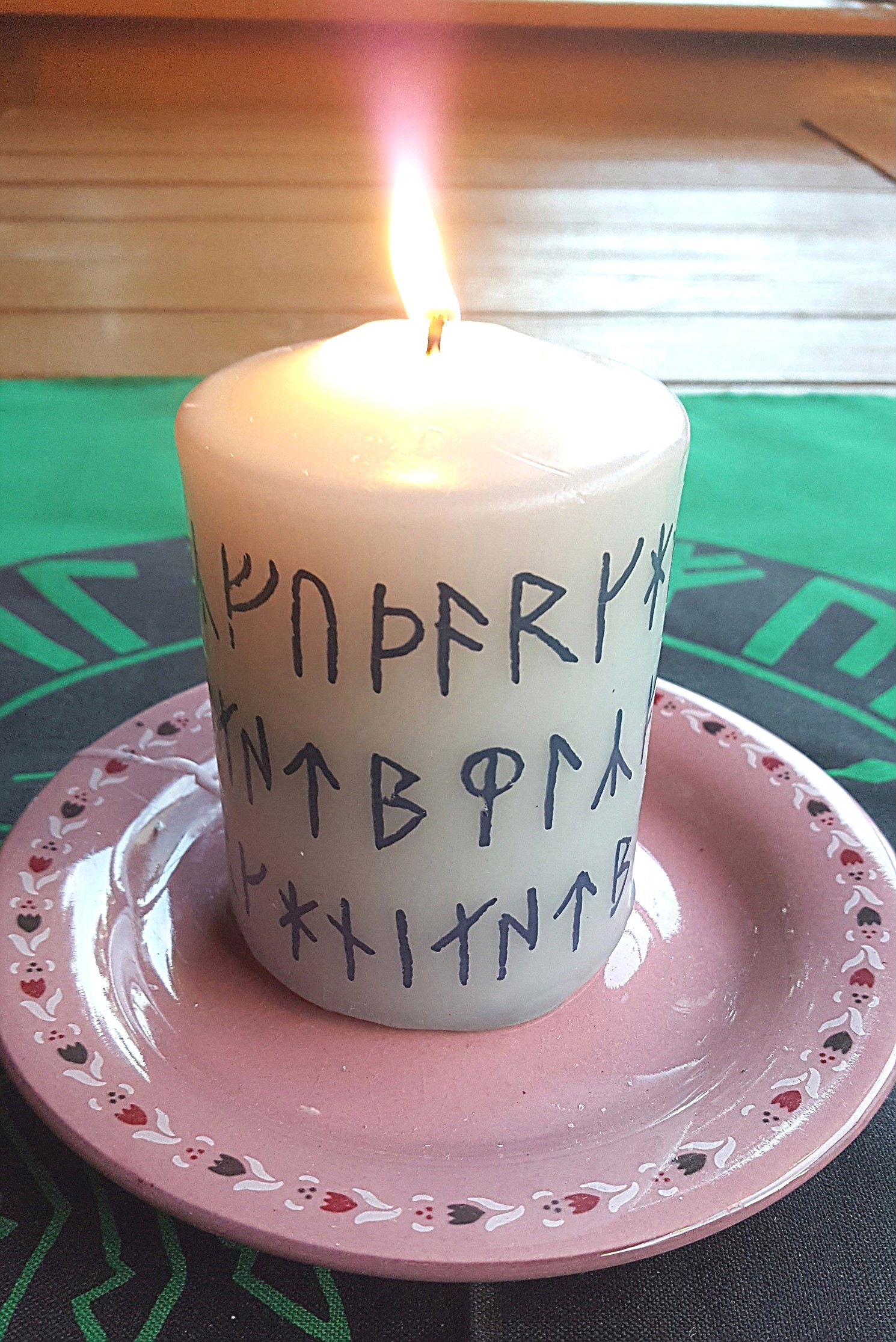
Kerze mit dem Futhark der Runen
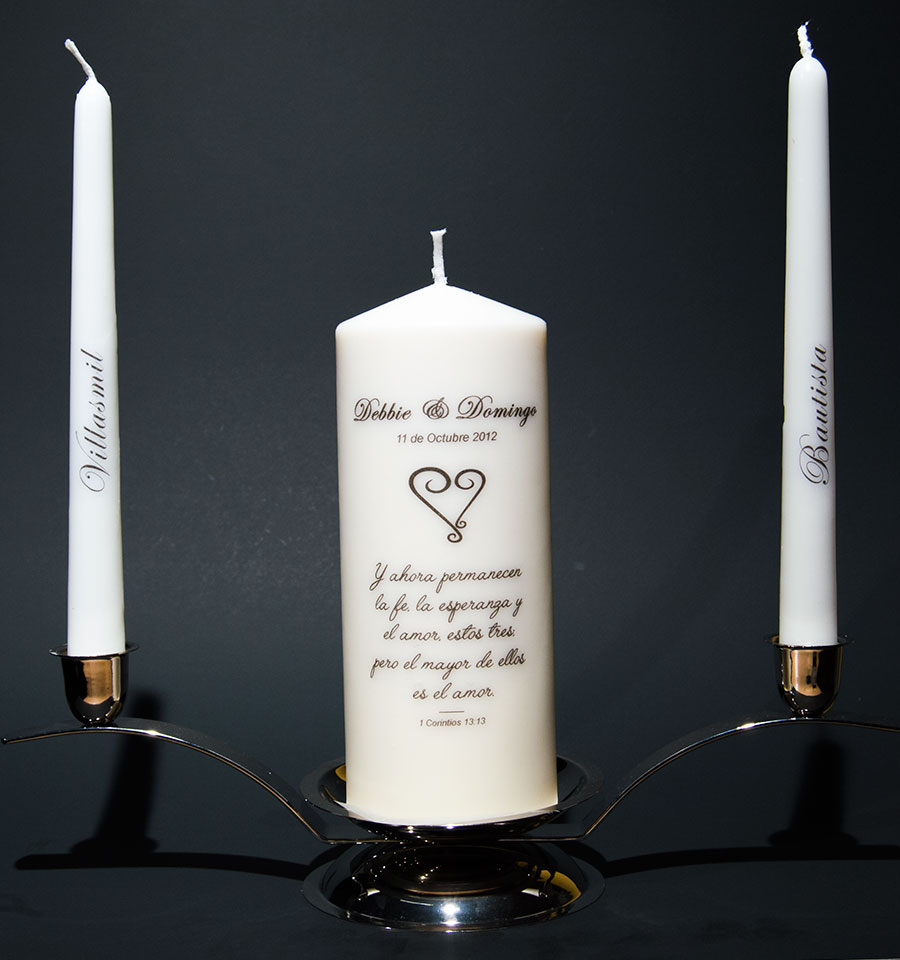
Hochzeitskerze mit Bibelspruch aus 1. Korinther 13, 13 (in Spanisch)
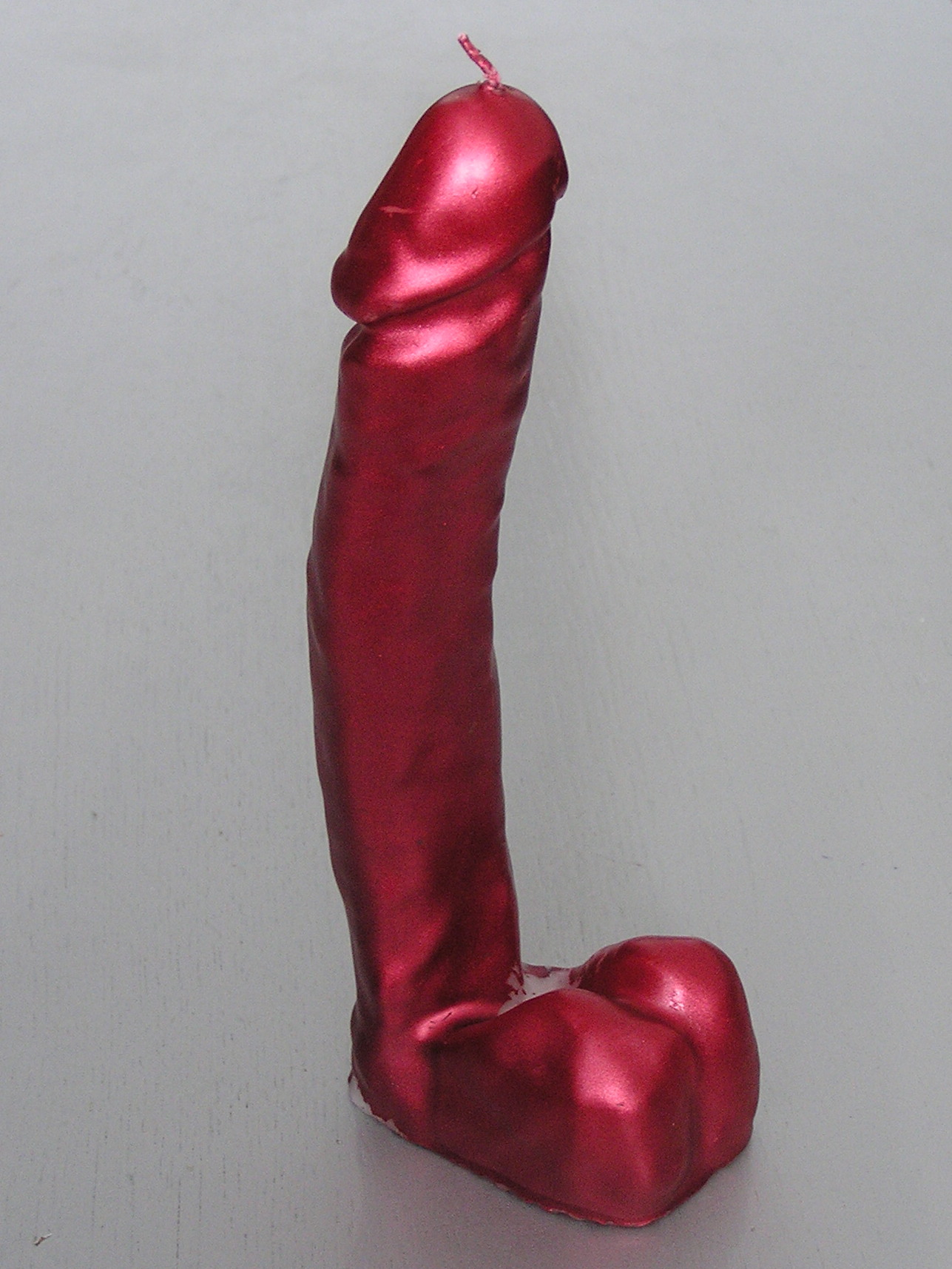
Kerze in der Form eines Penis
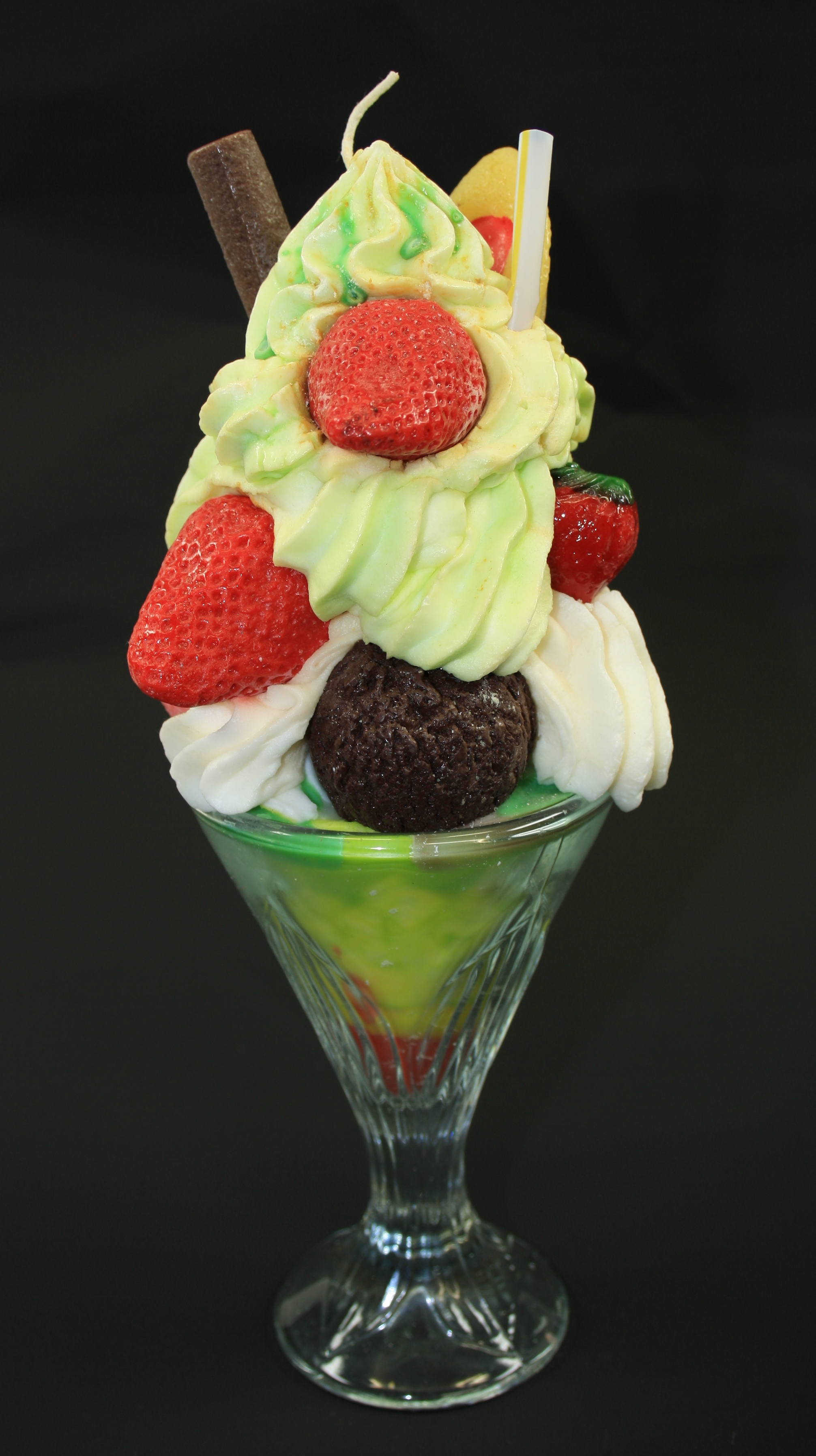
Kerze in Form eines Speiseeises
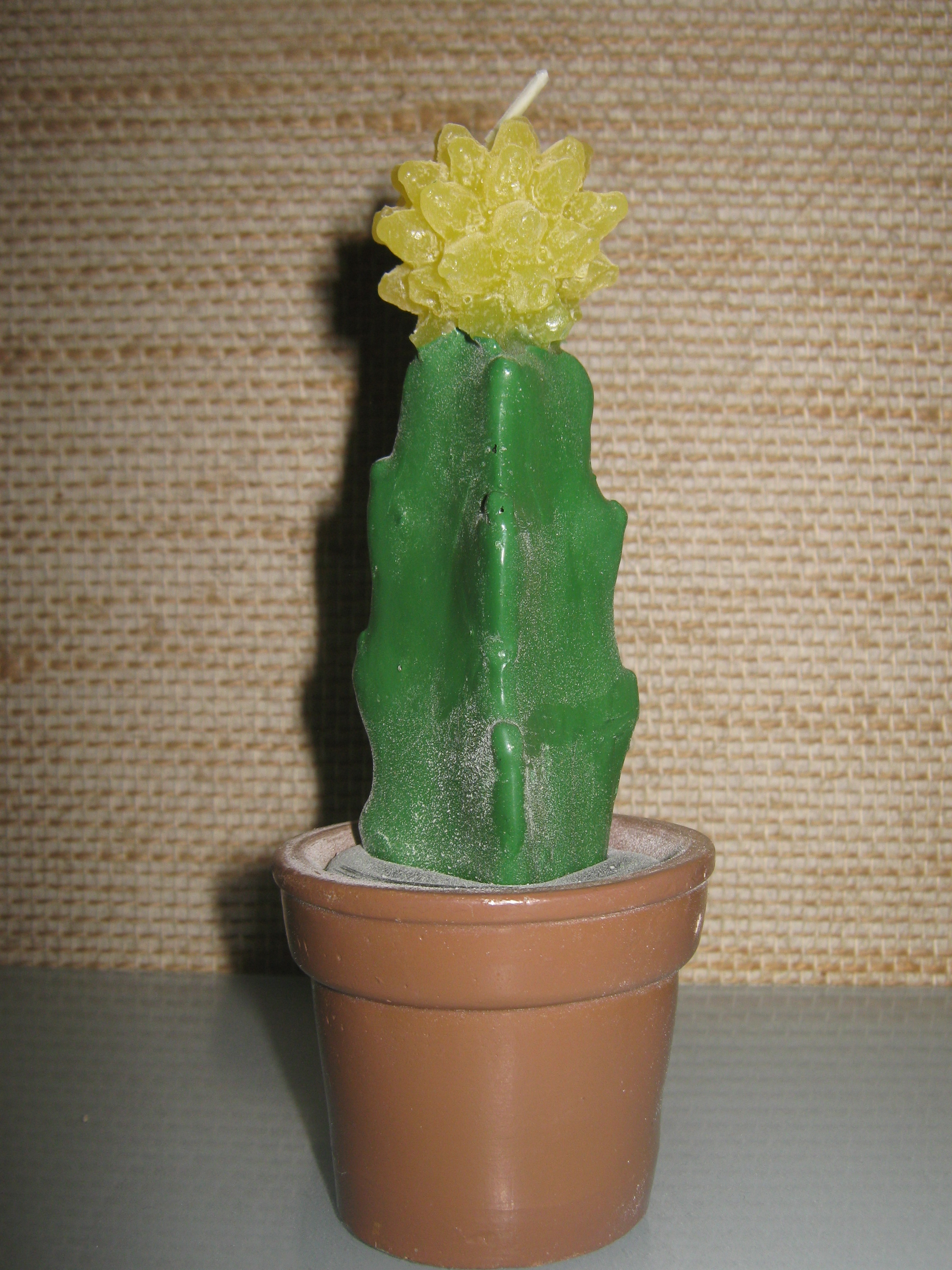
Kerze in Form eines Kaktus
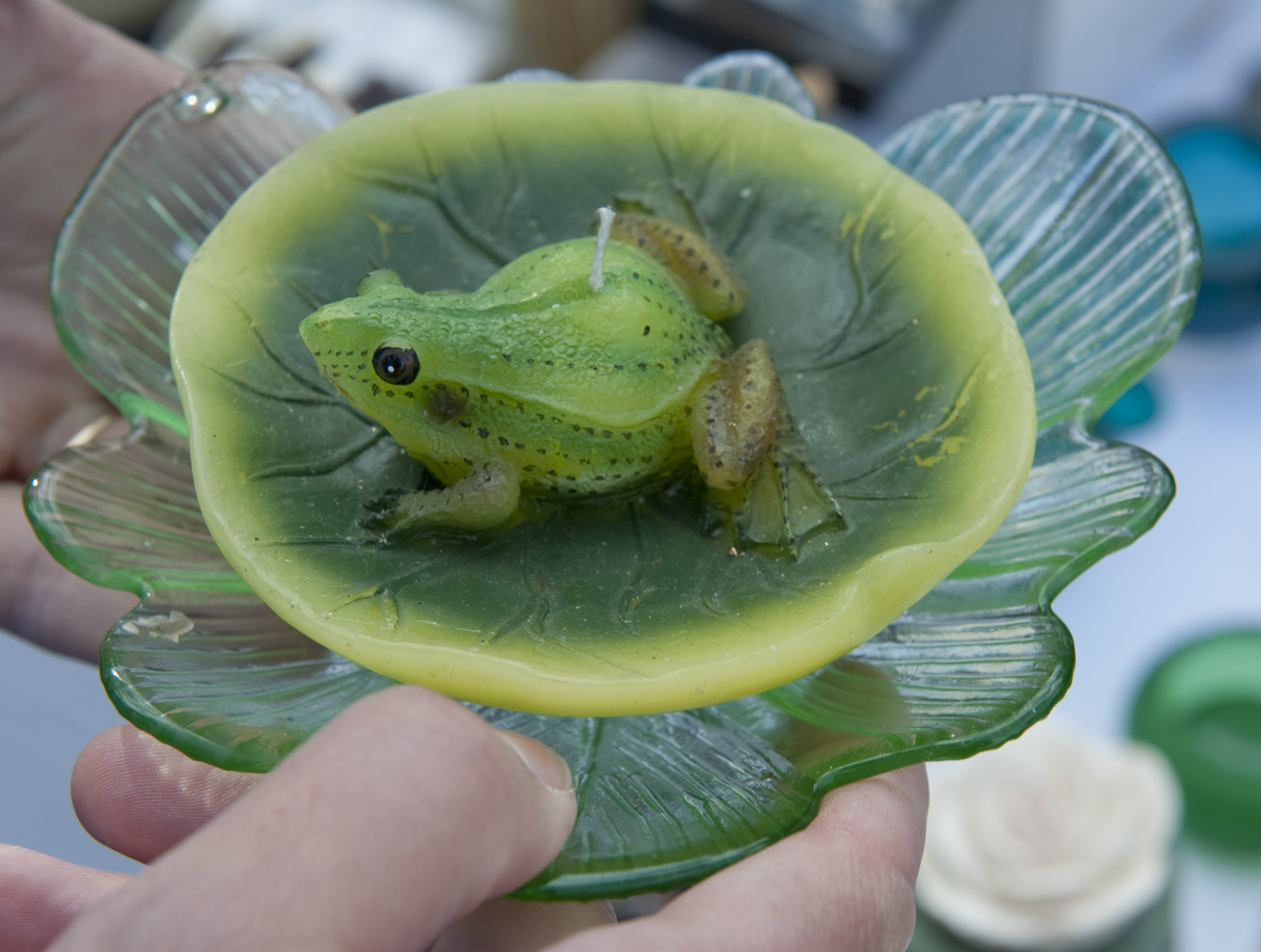
Kerze in der Form eines Frosches
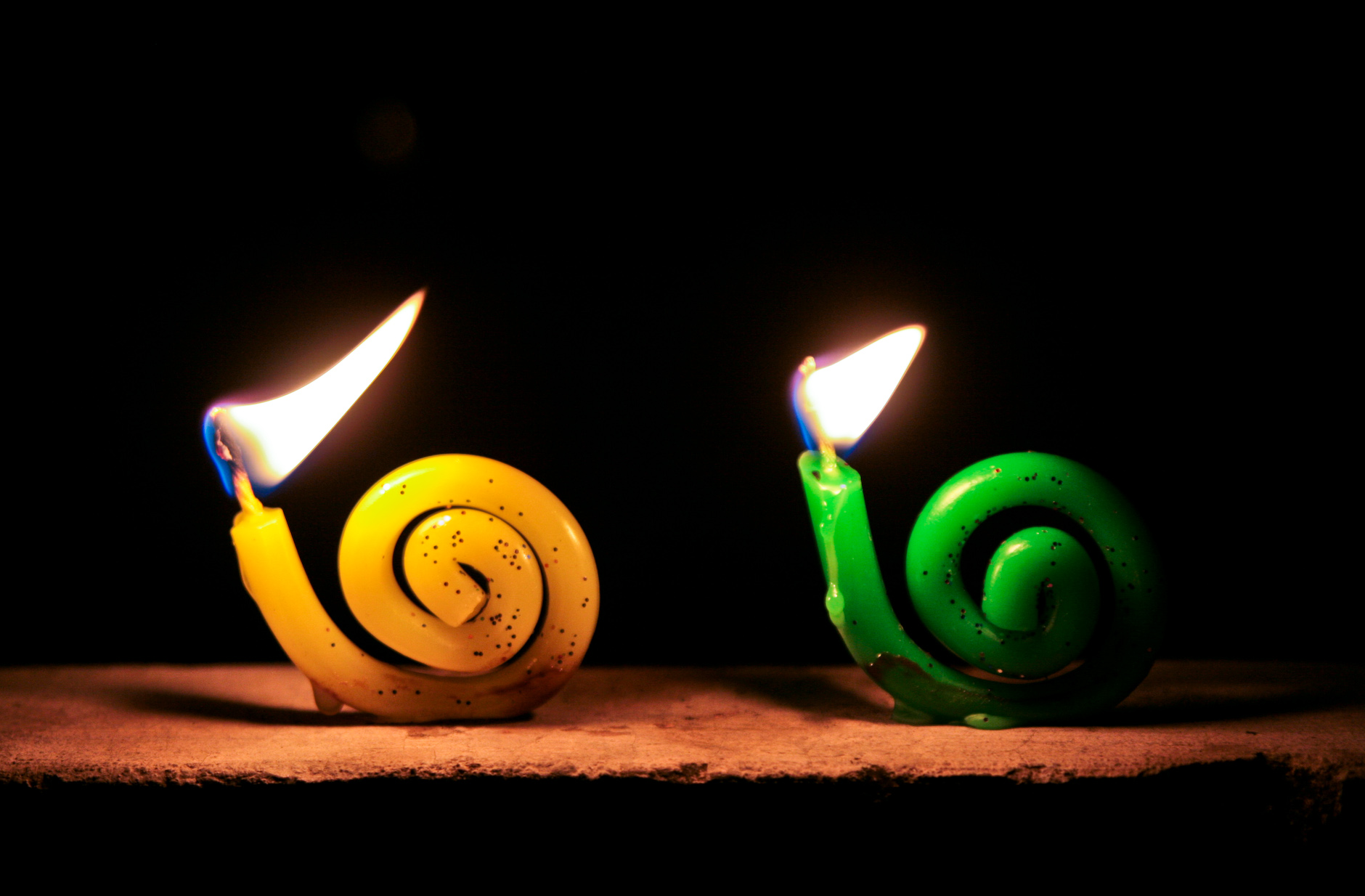
Kerzen in Schneckenform
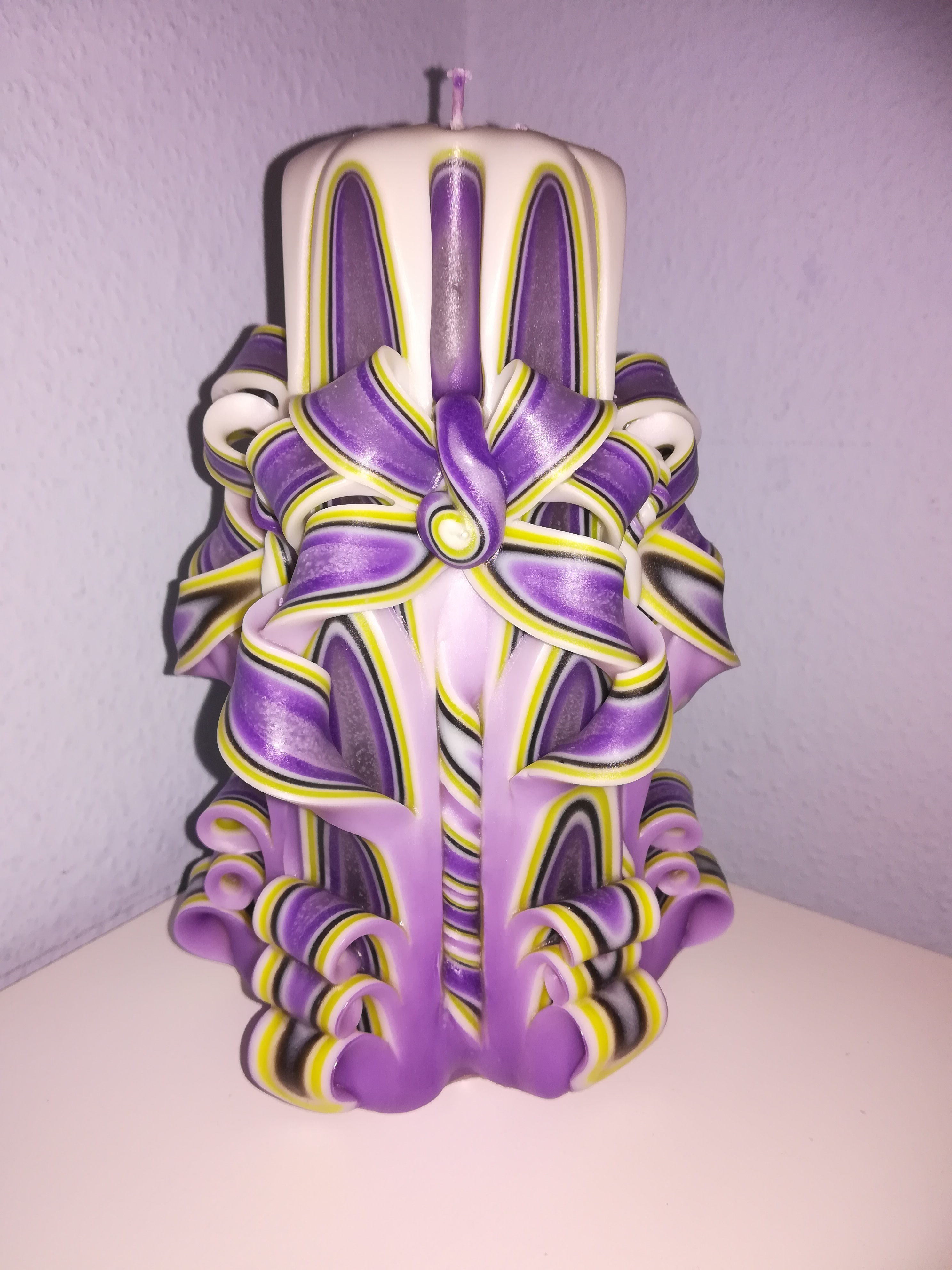
Geschnitzte Kerze
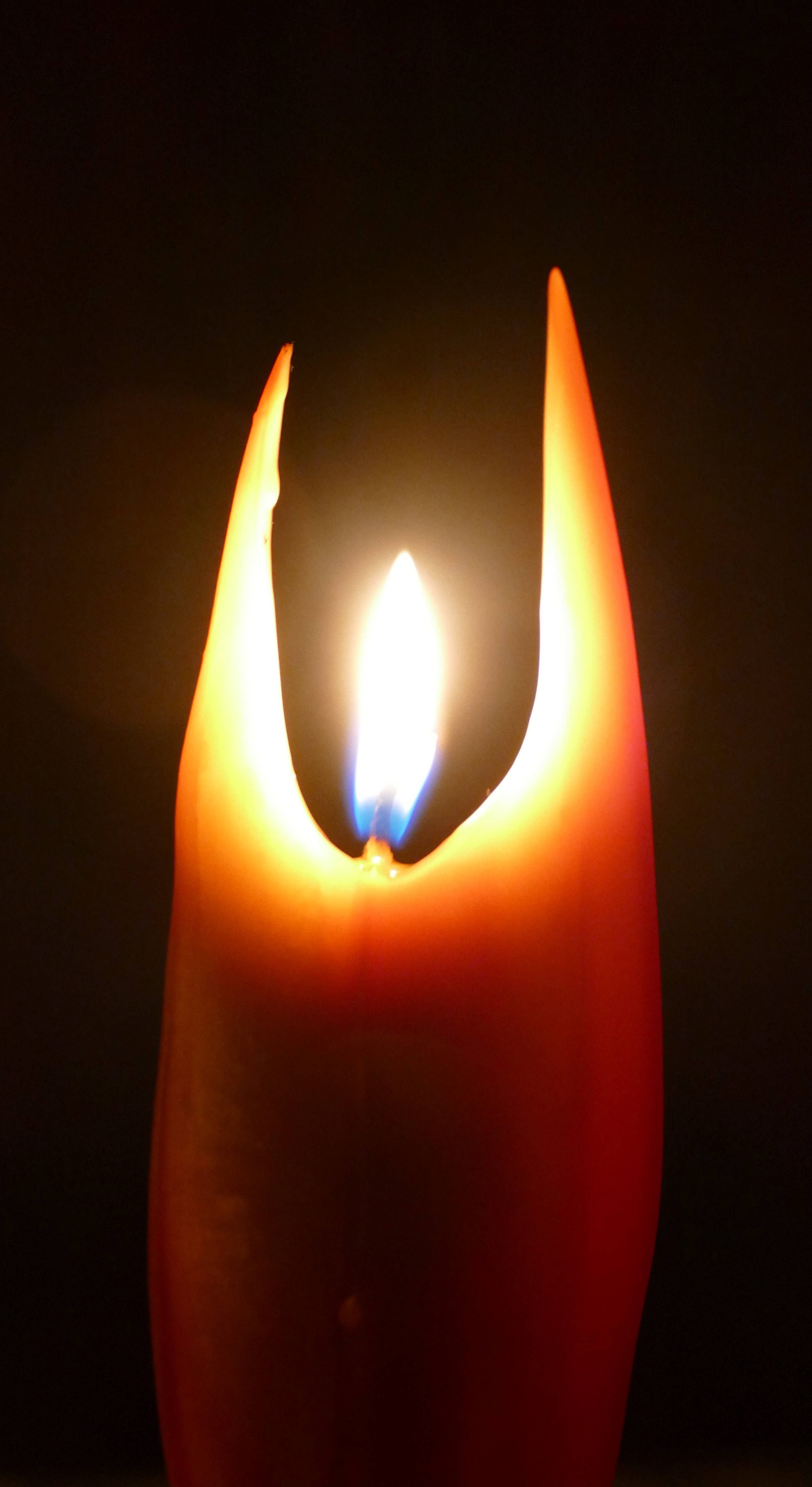
Kerze, die beim Abbrennen die Form eines Engels annimmt
Puppen-Kerzen aus der DDR